# Despistaos
Despistaos és un grup de música espanyol de Pop Rock procedent de Guadalajara (Castella - la Manxa) i fundat l'any 2002.

## Biografia

### Inici i primers àlbums
El grup començà l'any 2002, amb els seus primers components Dani Marco (veu) i Isma (baix). Dani Marcos havia passat per grups com Tifón o Zero. Una mica més endavant s'uniren al grup More (guitarra) i Anono (bateria). L'any 2003 surt a la venda el primer disc, produït per Dani Marco, Despistaos, carregat de cançons de rock urbà. Aquest disc disposa de nombroses col·laboracions, entre elles la d'Iker Piedrafita (Dikers), 
Al cap del temps preparen el seu segon disc, s'uneix al grup Krespo, i hi ha un primer canvi a la bateria, d'Anono per El Canario. ¿Y a ti qué te importa? surt a la venda el 14 de juny de 2004, aquesta vegada amb menys influència del rock urbà i amb un estil més pop Rock.
Durant la gravació del tercer disc, Lejos, El Canario deixa el grup i entra a formar part del grup com a bateria Iñigo Iribarne (anterior bateria de Belén Arjona). El tercer treball surt a la venda l'any 2006. En aquest àlbum col·laboren Fito Cabrales a Es importante i Albertucho a Migas de pan.

### Vivir al revési primer recopilatori
El seu quart àlbum, Vivir al revés, es publicà el setembre de 2007 i és el que més èxit ha obtingut. Al disc hi ha col·laboracions de Kutxi Romero (Marea), Rulo (La Fuga) o Huecco. D'aquest àlbum aparegueren dos singles, Cada dos minutos i Los zapatos d'un payaso. L'any 2008 componen i interpreten la sintonia per la sèrie de televisió Física o Química. El 14 d'octubre del 2008 es publicà el nou CD, Lo que hemos vivido, recopilatori que inclou noves versions dels seus temes més coneguts i alguns de nous. Aquest disc gaudeix de les col·laboracions de Kutxi Romero de Marea i Rulo de La Fuga a Cada dos minutos, Dani Martín d'El Canto del Loco a Hasta que pase la tormenta, Iker de Dikers a Nada de que hablar, Brigi de Koma a El único espectador i María (guanyadora de Factor X) i Georgina a El silencio.

### Cuando empieza lo mejor
Despistaos publica el 27 d'abril de 2010 el seu cinquè àlbum d'estudi, Cuando empieza lo mejor, una completa col·lecció de tretze cançons d'amor i desamor. El disc conté dues col·laboracions, amb Jorge de Maldita Nerea, i Pablo de Lagarto Amarillo.
El desembre de 2010 el grup envia un comunicat en què anuncia la retirada del bateria del grup Iñigo Iribarne per motius personals.

## Membres

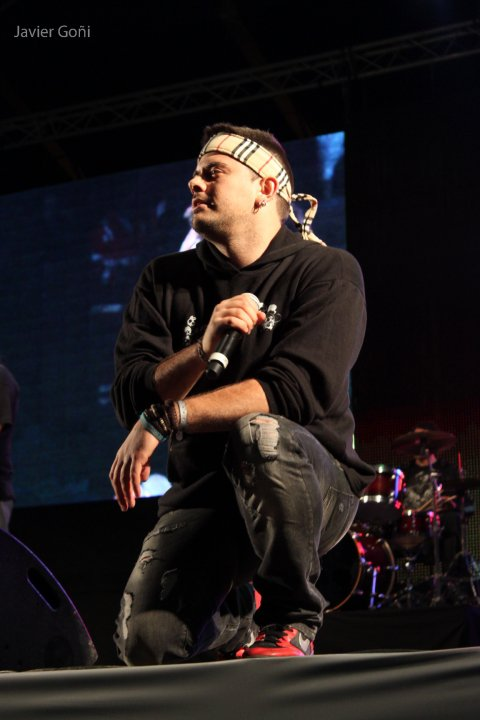
Dani Marco vocalista de Despistaos.

- Daniel Marco Varela (Veu i guitarra) (2002 - Present)
- Isma (Baix) (2002 - Present)
- Krespo (Guitarra solista) (2004 - Present)
- More (Guitarra rítmica) (2002 - Present)

## Ex-membres
- Anono (Bateria) 2002 - 2004
- El Canario (Bateria) 2005 - 2006
- Iñigo Iribarne (Bateria) (2006 - 2010)

## Discografia
| Any  | Disc                                        | Singles                                                   |
| ---- | ------------------------------------------- | --------------------------------------------------------- |
| 2003 | Despistaos                                  | Balas de plata                                            |
| 2004 | ¿Y a ti qué te importa?                     | Ruido, Estoy aquí, A la luz de tus piernas                |
| 2006 | Lejos                                       | 137 horas , Es importante                                 |
| 2007 | Vivir al revés                              | Cada dos minutos, Los zapatos d'un payaso, "Nada de Nada" |
| 2008 | Lo que hemos vivido (Recopilatori)          | Física o química                                          |
| 2010 | Cuando empieza lo mejor                     | Gracias, Desde que nos estamos dejando, Mírame            |
| 2012 | Los dias contados (Recopilatori en directe) | Los dias contados, Soportales                             |

## Premis
- El dia 12 de desembre de 2008 obtingueren el premi al millor artista revelació, atorgat pels 40 principals.